# Баптистська церква Свободи (Київ, Північна Дакота)
Баптистська церква Свободи — баптистська церква, що була побудована в 1902 році українськими іммігрантами й розташована на вулицях Fifth і Christina у місті Київ, Північна Дакота, США. Вона виконана у неоготичному стилі.
Церква була першою церквою штундистів, що була побудована в Північній Америці. Він має шатровий дах, схожий за конструкцією на дахи піонерських будинків, побудованих українськими іммігрантами вище Великих рівнин.
Будівлю було перенесено в 1936 році на його нинішнє місце. Церква була внесена до Національного реєстру історичних місць США 16 жовтня 1987 року.